# Blue Öyster Cult (album)
Blue Öyster Cult je debutové eponymní studiové album americké hard rockové hudební skupiny Blue Öyster Cult, vydané v roce 1972.

## Seznam skladeb

### Strana 1
1. "Transmaniacon MC" (Sandy Pearlman, Donald Roeser, Eric Bloom) – 3:21
2. "I'm on the Lamb But I Ain't No Sheep" (Pearlman, Albert Bouchard, Bloom) – 3:10
3. "Then Came the Last Days of May" (Roeser) – 3:31
4. "Stairway to the Stars" (Richard Meltzer, A. Bouchard, Roeser) – 3:43
5. "Before the Kiss, a Redcap" (Pearlman, Murray Krugman, Allen Lanier, Roeser) – 4:59

### Strana 2
1. "Screams" (Joe Bouchard) – 3:10
2. "She's as Beautiful as a Foot" (Meltzer, A. Bouchard, Lanier) – 2:58
3. "Cities on Flame with Rock and Roll" (Pearlman, Roeser, A. Bouchard) – 4:03
4. "Workshop of the Telescopes" (Pearlman, A. Bouchard, Roeser, Lanier, J. Bouchard, Bloom) – 4:01
5. "Redeemed" (Pearlman, Harry Farcas, A. Bouchard, Lanier) – 3:51

## Obsazení
- Eric Bloom – zpěv, kytara, klávesy
- Albert Bouchard – bicí, zpěv
- Joe Bouchard – baskytara, zpěv
- Allen Lanier – rytmická kytara, zpěv
- Donald "Buck Dharma" Roeser – kytara, zpěv